# Thunbergieae
Thunbergieae, tribus primogovki smješten u potporodicu Thunbergioideae. Sastoji se od tri roda, uglavnom iz tropske Afrike i Madagaskara

## Rodovi
1. Tribus Thunbergieae  Dumort.
  1. Pseudocalyx Radlk. (6 spp.)
  2. Thunbergia Retz. (146 spp.)
  3. Meyenia Nees (1 sp.)